# Willemia persimilis
Willemia persimilis är en urinsektsart som beskrevs av F. Bonet 1945. Willemia persimilis ingår i släktet Willemia och familjen Hypogastruridae. Inga underarter finns listade i Catalogue of Life.